# Razvod na talijanski način
Razvod na talijanski način je talijanski film redatelja Pietra Germia iz 1961., čija radnja se odigrava na Siciliji.

## Radnja
Sicilijanski barun Ferdinando Cefalù (Marcello Mastroianni) se zasitio svoje supruge. On želi imati ljubavnu vezu sa svojom šesnaestogodišnjom rodicom Angelom (Stefania Sandrelli) koja je petnaest godina mlađa od njega. U svojoj mašti, svoju suprugu je već u nekoliko navrata ubio; jer je razvod braka bio nemoguć prema tadašnjim talijanskim zakonima.
Ferdinando je pročitao u novinama o slučaju ubojstva iz ljubomore, koji je blago kažnjen, i dolazi na ideju da pronađe svoju suprugu u naručju ljubavnika - što mu na kraju i uspjeva: njegova supruga čezne za soboslikarom, koji renovira freske na stropu njegove palače. Slijedi par i iznenada susreće soboslikarevu suprugu, koja je također ustrijelila svoga muža. Poslije toga on ubija svoju suprugu, i odlazi u zatvor na 18 mjeseci. Nakon odslužene kazne, napokon je slobodan za Angelu, koja još na medenom mjesecu (na kraju filma), flerta s mladim mornarom.

## Pozadina
Iza fasade komedije skrivena je gorka satira tadašnjeg talijanskog prava. Mogućnost razvoda je tek 1970. zakonski dozvoljena u Italiji, prije toga nije postojao razvod braka.

## Nagrade
Film je 1963. nagrađen Oscarom za „najbolji originalni scenari“, Marcello Mastroianni i Pietro Germi su bili također nominirani. Marcello Mastroianni i film kao „Najbolji film na stranom jeziku“ nagrađeni su 1963. s Zlatnim globusom. Na festivalu u Cannesu 1962. film dobiva nagradu za najbolju komediju. Marcello Mastroianni je 1964. nagrađen BAFTOM u kategoriji najboljegu glumca.

## Uloge (izbor)
- Marcello Mastroianni - Ferdinando Cefalù
- Daniela Rocca - Rosalia Cefalù
- Stefania Sandrelli - Angela
- Leopoldo Trieste - Carmelo Patanè
- Odoardo Spadaro - Don Gaetano Cefalù
- Margherita Girelli - Sisina
- Angela Cardile - Agnese
- Lando Buzzanca - Rosario Mulè
- Pietro Tordi - Attorney De Marzi

## Vanjske poveznice
- Razvod na talijanski način u internetskoj bazi filmova IMDb-a